# Классика наследия НХЛ 2011
Классика наследия 2011 (англ. 2011 Heritage Classic) — матч регулярного чемпионата НХЛ под открытым небом который состоялся 20 февраля 2011 года между командами Калгари Флэймз и Монреаль Канадиенс. Матч проходил в Калгари на олимпийском стадионе Макмэхон. 
Это была вторая в истории Классика наследия. Первая состоялась 22 ноября 2003 года в Эдмонтоне между Эдмонтон Ойлерз и Монреаль Канадиенс. Тот матч стал первым матчем регулярного чемпионата НХЛ, который был проведён под открытым небом. 
Игра закончилась «сухой» победой Калгари Флэймз 4:0.

## Отчёт
| 20 февраля 2011 | Калгари Флэймз | 4:0 (1:0, 2:0, 1:0) | Монреаль Канадиенс | Стадион Макмэхон, Калгари Зрителей: 41 022 |

| Отчёт | Отчёт            | Отчёт   | Отчёт      | Отчёт |
| --- | ---------------- | ------- | ---------- | ----- |
| |                  |         |            |       |
| | Миикка Кипрусофф | Вратари | Кэри Прайс |       |
| | Голы:            |         |            |       |
| Бурк (Тангуэй, Йоккинен) — 08:09 Бабчук (Гленкросс, Моррисон) — 32:44 Бурк (Сарич) — 34:46 Тангуэй (Игинла, Моррисон) — 50:53 | 1:0 2:0 3:0 4:0  |         |            |       |
| |                  |         |            |       |
| |                  |         |            |       |
| |                  |         |            |       |
| 2 мин | Штраф            | 8 мин   |            |       |
| |                  |         |            |       |
| | 37               | Броски  | 39         |       |